# Paddock Lake
Paddock Lake és una població dels Estats Units a l'estat de Wisconsin. Segons el cens del 2000 tenia 3.012 habitants.

## Demografia
Segons el cens del 2000, Paddock Lake tenia 3.012 habitants, 1.056 habitatges, i 803 famílies. La densitat de població era de 593,3 habitants per km².
Dels 1.056 habitatges en un 42,3% hi vivien nens de menys de 18 anys, en un 60,7% hi vivien parelles casades, en un 10,7% dones solteres, i en un 23,9% no eren unitats familiars. En el 17,9% dels habitatges hi vivien persones soles el 6,1% de les quals corresponia a persones de 65 anys o més que vivien soles. El nombre mitjà de persones vivint en cada habitatge era de 2,84 i el nombre mitjà de persones que vivien en cada família era de 3,24.
Per edats la població es repartia de la següent manera: un 29,9% tenia menys de 18 anys, un 7,9% entre 18 i 24, un 33,7% entre 25 i 44, un 20,6% de 45 a 60 i un 8% 65 anys o més.
L'edat mediana era de 34 anys. Per cada 100 dones de 18 o més anys hi havia 102,2 homes.
La renda mediana per habitatge era de 53.382 $ i la renda mediana per família de 60.216 $. Els homes tenien una renda mediana de 40.757 $ mentre que les dones 28.229 $. La renda per capita de la població era de 20.621 $. Aproximadament el 0,7% de les famílies i l'1,5% de la població estaven per davall del llindar de pobresa.

## Poblacions més properes
El següent diagrama mostra les poblacions més properes.